# George Cove
George Cove (* 1863 oder 1864 in Amherst (Nova Scotia); † unbekannt) war ein kanadischer Erfinder, der hauptsächlich für seine frühe Arbeit an der solaren Stromerzeugung bekannt ist.

## Biografie

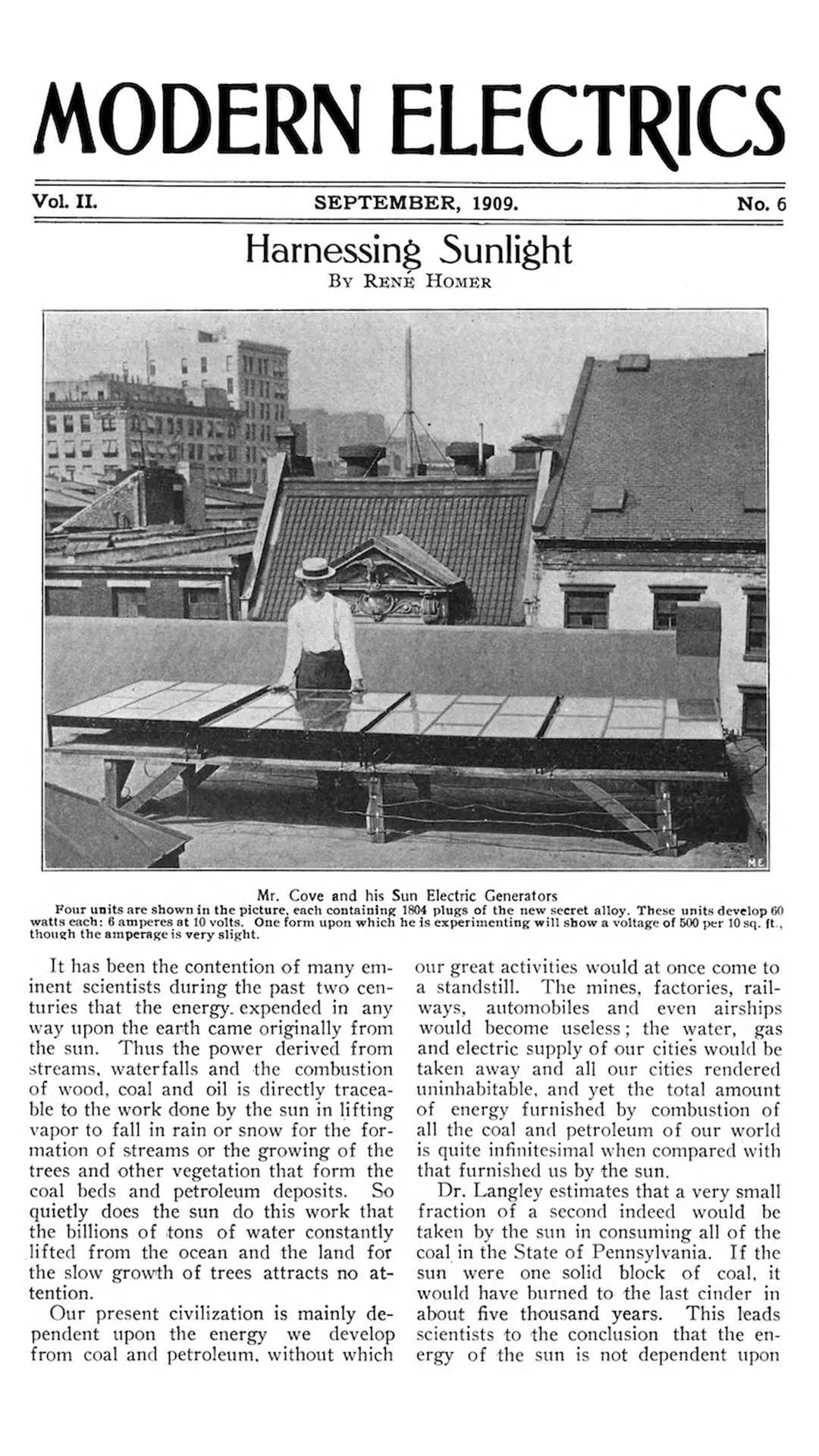
Mit der Schlagzeile „Sonnenlicht nutzen“ wurde im September 1909 in Modern Electrics die Photovoltaikanlage von George Cove vorgestellt

George Cove wurde 1863 oder 1864 in Amherst (Nova Scotia) geboren. Sein Vater Joseph Cove patentierte viele mechanische Geräte. Seine Mutter Ann wurde ebenfalls in Nova Scotia geboren, und ihre Eltern stammten aus Irland.
In den Jahren 1904–05 entwickelte Cove seinen 'solaren elektrischen Generator', den er im Metropole-Gebäude in Halifax (Nova Scotia) präsentierte. Die Nachricht von diesem Gerät erreichte amerikanische Investoren, und es war geplant, eine Anlage zur Entwicklung weiterer Geräte in Somerville, Massachusetts zu errichten. Im Jahr 1906 patentierte Cove eine Vorrichtung zur Nutzung der Gezeitenenergie, wofür er von der kanadischen Regierung eine Goldmedaille für sein Modell der Maschine und einen Plan zur Nutzung der Gezeiten in der Bay of Fundy erhielt.
In den Jahren 1909–10 betrieb Cove eine Werkstatt in New York in der Maiden Lane 118 zur Herstellung von Solarstromgeneratoren. Darüber wurde im September 1909 in Modern Electrics detailliert berichtet. Demnach hatte er eine 4 x 60 Wp Photovoltaik-Anlage gebaut, deren Strom in Akkus gespeichert wurde.
Im Oktober 1909 wurde Cove entführt und er erhielt ein Angebot von 25.000 Dollar und einem Haus, um die Entwicklung seiner Geräte einzustellen. Er lehnte ab und wurde im Bronx Zoo freigelassen. Cove beschuldigte einen ehemaligen Investor, Frederick W. Huestis, die Entführung organisiert zu haben. Nach der Entführung wurde das Geschäft geschlossen.

## Vermächtnis
Es wird spekuliert, dass Cove möglicherweise ein photovoltaisches Panel 40 Jahre vor Bell Labs im Jahr 1950 erfunden hat. Der Wissenschaftshistoriker John Perlin hingegen argumentiert, Coves Solar-Paneele hätten thermisch und nicht photovoltaisch gewirkt.
Die Wirtschaftswissenschaftlerin Dr. Sugandha Srivastav simulierte einen hypothetischen Verlauf: Wenn Coves Erfindungen kontinuierlich weiter verfolgt worden wären, hätte Solarstrom nicht erst 2017, sondern bereits 1997 die Kosten von fossiler Stromerzeugung unterboten.